# Harold Urey
Harold Clayton Urey (Walkerton, 29 aprile 1893 – La Jolla, 5 gennaio 1981) è stato un chimico statunitense.

## Biografia
Harold Clayton nacque il 29 aprile 1893 a Walkerton, nell'Indiana, figlio di Samuel Clayton Urey, un insegnante e pastore nella Chiesa dei Brethren, e di sua moglie, Cora Rebecca, nata Reinoehl.La famiglia era di origine inglese e tedesca. Aveva un fratello minore, Clarence, e una sorella minore, Martha. La famiglia si trasferì a Glendora, in California, dopo che Samuel si era ammalato seriamente di tubercolosi, nella speranza che il nuovo clima avrebbe giovato alla sua salute. Quando divenne palese che egli sarebbe deceduto, la famiglia tornò nell'Indiana per vivere con la madre vedova di Cora. Samuel morì quando Harold aveva sei anni.
Urey venne istruito in una scuola Amish, nella quale si diplomò all'età di 14 anni. Frequentò quindi la scuola media superiore a Kendallville, nell'Indiana. Diplomatosi nel 1911, ottenne il certificato di insegnante dall'Earlham College, e insegnò in una piccola scuola nell'Indiana. Successivamente si trasferì nel Montana, dove viveva sua madre, e continuò colà a insegnare.
Urey entrò nell'Università del Montana a Missoula nell'autunno del 1914. Urey vi ottenne il baccalaureato in Scienze in zoologia nel 1917.
A seguito dell'intervento degli Stati Uniti nella prima guerra mondiale in quello stesso anno, vi furono forti pressioni per il sostegno allo sforzo bellico del Paese. Urey era stato cresciuto in un ambito religioso che si opponeva alla guerra. Uno dei suoi professori gli suggerì di sostenere gli sforzi del Paese lavorando come chimico. Urey s'impiegò presso la Barrett Chemical Company a Filadelfia, che produceva TNT, piuttosto che prestare servizio militare come soldato. Dopo la guerra, egli ritornò all'Università del Montana come istruttore di chimica.

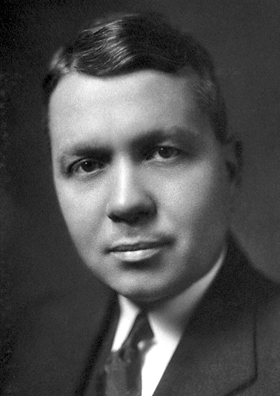
Harold Clayton Urey nel 1934

Urey studiò termodinamica sotto Gilbert N. Lewis all'Università della California - Berkeley. Dopo aver ottenuto il suo PhD nel 1923, divenne membro dell'American-Scandinavian Foundation per studiare presso l'Istituto Niels Bohr a Copenaghen. Divenne ricercatore associato all'Università Johns Hopkins, prima di iniziare come professore associato in Chimica presso la Columbia University.
Nel 1931, iniziò a lavorare sulla separazione degli isotopi, che emerse con la sua scoperta del deuterio, avvenuta attraverso distillazioni successive dell'idrogeno liquido e nello stesso anno, con l'ausilio dei suoi assistenti, dimostrò l'esistenza dell'acqua pesante, l'ossido di deuterio D2O.
Questo gli valse il conferimento del premio Nobel per la chimica nel 1934 con la motivazione "per la scoperta del deuterio".
Fu direttore di un gruppo di ricerca del progetto Manhattan per la costruzione della bomba atomica all'Università della Columbia.
Durante la seconda guerra mondiale, Urey utilizzò la sua conoscenza sulla separazione degli isotopi nel problema dell'arricchimento dell'uranio. Egli diresse il gruppo presso l'Università della Columbia, che sviluppava la separazione degli isotopi utilizzando la diffusione gassosa. Il metodo fu sviluppato con successo, divenendo l'unico metodo usato all'inizio del periodo postbellico. Dopo la guerra, Urey divenne professore di chimica presso l'Institute for Nuclear Studies di Chicago, e successivamente professore di chimica presso l'Università di Chicago.
Produsse anche importanti lavori nei settori della geofisica, dell'origine del sistema solare e della paleontologia.
Negli ultimi anni della sua vita, Urey iniziò lo sviluppo del settore della cosmochimica (a lui si deve la coniazione del termine), investigando sull'abbondanza degli elementi sia sulla Terra che nelle stelle durante la loro evoluzione. Pubblicò queste teorie nel libro The Planets: Their Origin and Development (I pianeti: loro origine e sviluppo) uscito nel 1952. Urey ipotizzava che l'atmosfera terrestre primordiale fosse probabilmente composta da ammoniaca, metano ed idrogeno (atmosfera riducente). Fu un suo studente laureato, Stanley L. Miller, a dimostrare con un famoso esperimento che da una tale atmosfera, in presenza di acqua e sotto l'azione di scariche elettriche (che simulavano l'azione dei fulmini), potevano generarsi aminoacidi, ovvero alcuni dei mattoni fondamentali delle proteine.

## Riconoscimenti
Nel 1940 fu insignito della Medaglia Davy e nel 1943 della medaglia Franklin.
Nel 1969 gli è stata assegnata la Medaglia Leonard.
In suo onore è stato intitolato il premio Urey per le ricerche planetarie conferito dall'American Astronomical Society
Gli sono stati dedicati il cratere Urey sulla Luna e l'asteroide 4716 Urey.